# Werferner Bach
Werfener Bach là một sông nhỏ ở Nordrhein-Westfalen, Đức. Nó chảy đến sông Else gần Bünde.